# Listă de automobile din China
Aceasta este o listă de mașini chinezești disponibile atât în România, cât și în Moldova.

## România

### SUV Cars

#### Seres
- Seres 3[1]
- Seres 5[2]

#### DFSK
- DFSK Fengon 5[3]
- DFSK Cargovan EC35[4]
- DFSK Fengon 500[5]
- DFSK Cargovan EC31[6]
- DFSK Fengon 500[7]
- DFSK Fengon 7[8]
- DFSK Cargovan K01H[9]
- DFSK Fengon 580[10]

#### FAW
- FAW NAT[11]
- FAW Bestune T77 Pro[12]

#### BAIC
- BAIC Beijing X55[13]
- BAIC Beijing X35[14]
- BAIC Beijing X55 II[15]

#### JAC
- JAC T8[16]

#### SWM
- SWM G01F[17]

### Visual Fan

#### Skywell
- Skywell ET5[18]

### ZVELT Motors

#### Dongfeng Motor Corporation
- Dongfeng E-Star[19]

### În trecut

#### CEMI România

##### Martin Motors
- Martin Motors CEO[20]

#### Geely Automobile România

##### Geely
- Geely CK[21]

#### Alexandros Motors

##### Great Wall Motor
- Great Wall H5[22]
- Great Wall H6
- Great Wall Steed 5

## Republica Moldova

### Eximotor SA
- JAC JS4[23]
- Changan CS35 Plus[24]

### Autosalonul GBS

#### BAIC[25]
- BAIC D50
- BAIC EU5
- BAIC X3
- BAIC X55
- BAIC X7
- BAIC BJ40 Plus
- BAIC EV5

#### Haval[26]
- Haval Jolion
- Haval H6
- Haval H6 HEV
- Haval Dargo
- Haval H9

#### Chery[27]
- Chery Tiggo 8 Pro Max
- Chery Tiggo 8 Pro
- Chery Tiggo 7 Pro
- Chery Tiggo 4
- Chery Tiggo 2

### Bestune Moldova

#### FAW Group
- Bestune T77[28]